# ジゼール・サランディ
ジゼール・サランディ（Giselle Salandy）ことジゼール・ジョセフ・サランディ（Jizzelle Joseph Salandy、1987年1月25日 - 2009年1月4日）は、トリニダード・トバゴの女子プロボクサー。シパリア出身。

## 来歴
2000年2月25日、13歳でプロデビュー。Nimba WahtuseをKOで下す。
2004年1月30日、Paola Rojasを3-0判定で下し、WIBAイベリア・アメリカスーパーライト級王座獲得。2006年9月15日、エリザベス・ムーニーとWBC・WBA女子スーパーウェルター級世界王座を争い、7RTKOで2冠獲得。12月9日、Miriam Brakacheを3-0判定で退け、IWBF・NABC・WBE・IWBA王座を吸収とともにWBC・WBA王座初防衛。2007年3月24日、イボンヌ・レイズを3-0判定で退け、WIBA王座も吸収。
2008年3月29日、WBA暫定王者カロリーナ・ウカシクを3-0判定で下し、WBA王座統一とともにWIBF王座も吸収。
2008年12月26日、ヤハイラ・エルナンデスを判定で下しWIBA・WBC・WBA王座防衛。デビューから無敗であったが、これが最後の試合となった。
2009年1月4日、自動車事故により死亡。
同年8月31日、トリニダード・トバゴ国内の最高顕彰であるORTTを受賞。

## 戦績
- 17戦17勝（6KO）

## 獲得タイトル
- WIBAイベリア・アメリカスーパーライト級王座
- WBC女子世界スーパーウェルター級王座
- WBA女子世界スーパーウェルター級王座
- IWBF世界スーパーウェルター級王座
- IWBA世界スーパーウェルター級王座
- NABC女子世界スーパーウェルター級王座
- WBE女子世界スーパーウェルター級王座
- WIBA世界スーパーウェルター級王座
- GBU女子世界スーパーウェルター級王座
- WIBF世界スーパーウェルター級王座